# Tongrube auf Escherfeld
Koordinaten: 50° 19′ 59,5″ N, 7° 39′ 22,2″ O
Tongrube auf Escherfeld ist der Name eines Naturschutzgebietes in der rheinland-pfälzischen Großstadt Koblenz. Das etwa 5,3 ha große Naturschutzgebiet mit der Nr. 7111-004 liegt im Osten des Koblenzer Stadtteils Horchheimer Höhe und westlich der Lahn zwischen den Bundesstraßen B 49 und B 260. Als Schutzzweck wird die Erhaltung und Entwicklung des Gebietes mit seinen Wasserflächen, seinen Flachwasserzonen und Feuchtländereien als Lebensstätten seltener, in ihrem Bestand bedrohter Tierarten und Pflanzen und aus wissenschaftlichen Gründen angegeben.
Die ehemalige Tongrube, von hier wurde Ton über eine Seilbahn ins Lahntal befördert und dort zu Dachziegeln weiterverarbeitet, ist seit 1990 ein ausgewiesenes Naturschutzgebiet. Neben der Tongrube befindet sich der Standortübungsplatz Koblenz-Schmidtenhöhe der Bundeswehr, auf dem 2009 ein großes Naturschutzprojekt verwirklicht wurde.